# Marcelo Mabilia
Marcelo Mabilia est un footballeur brésilien né le 31 octobre 1972.

## Palmarès
- Championnat du Japon :
  - Champion en 1997 (Júbilo Iwata).